# Al-Wáthiq

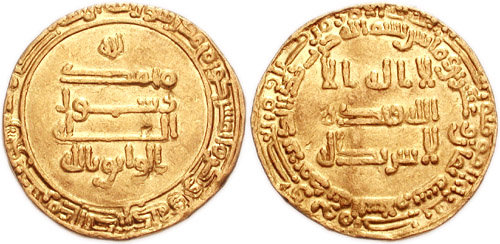
Dinar de Al-Wáthiq

Al-Wáthiq ibn al-Mutásim (en árabe: الواثق al-wāṯiq) (La Meca, 812-847) fue un califa abasí que reinó de 842 a 847 (en el calendario islámico: 227-232 AH). Sucedió a su padre Al-Mutásim y mostró un interés similar al de este por las ciencias y las artes, así, fue un gran patrón de eruditos y artistas. También fue famoso por su talento musical, y se le atribuyen más de cien canciones.
Durante su reinado se produjeron varias revueltas: las principales en Siria y Palestina, como resultado de las diferencias entre las poblaciones árabes y los crecientes efectivos turcos en el ejército califal.
Al-Wáthiq murió en el 847 debido a una fiebre, siendo enterrado en Kufa, y sucediéndole su hermano Al-Mutawákkil.